# Maanmittauslaitos
Le Service national cartographique de Finlande (en finnois : Maanmittauslaitos ; en suédois : Lantmäteriverket) est un organisme officiel traitant des questions de cartographie et de cadastre en Finlande. Il est sous la direction du ministère de l'Agriculture et des Forêts de Finlande.

## Histoire
L'histoire du Maanmittauslaitos (jusqu'en 1994 Maanmittaushallitus) remonte à 1633.
Le Comptoir principal de topographie (en finnois : Päämaanmittauskonttori) est fondé par le décret du 2 novembre 1812. Dans les années 1848–1850 et 1863–1916 il est appelé Direction supérieure de la topographie (en finnois : Maanmittauksen ylihallitus) et de 1851 à 1863 Direction supérieure de topographie et de gestion forestière (en finnois : Maanmittauksen ja metsänhoidon ylihallitus), car à ses débuts le Metsähallitus faisait partie du Service national de topographie. Le du service a été raccourci en 1916 et finalement en 1993.

## Organisation
Le directeur actuel est Jarmo Ratia. Le Service cartographique emploie 1 850 personnes et ses six services et unités de production servent tout le territoire national. Il y a aussi 12 bureaux régionaux
Le service maintient un Système d'information géographique.
Le 1er mai 2012, le service a mis a disposition gratuite toutes ses banques de données topographiques.